# Fascia thoracolumbalis

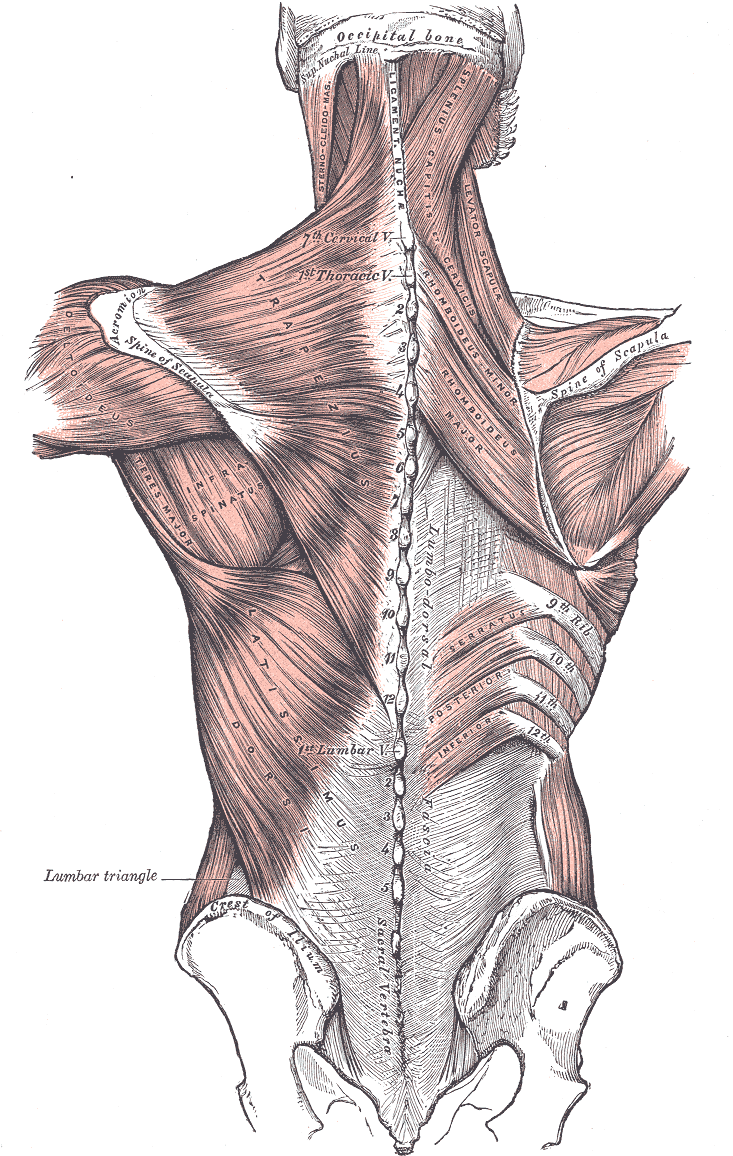
Muskulatur des menschlichen Rückens:
Die Fascia thoracolumbalis ist als rautenförmige graue Aussparung im Bereich zwischen den beiden Beckenkämmen und des Ursprungs des Musculus latissimus dorsi zu sehen

Die Fascia thoracolumbalis ist eine Faszie im Lendenbereich, die den Musculus erector spinae umhüllt.
Die Faszie besteht aus zwei Blättern: Das tiefe Blatt (Lamina profunda bzw. anterior) ist am Beckenkamm (Crista iliaca), an den Rippenfortsätzen (Querfortsätzen; Processus costales bzw. transversi) der Lendenwirbel und an der untersten Rippe befestigt, während das oberflächliche Blatt (Lamina superficialis bzw. posterior) an den Dornfortsätzen (Processus spinosi) der Wirbel fixiert ist und Teil der Oberflächenfaszie ist. Durch die Vereinigung der beiden Bindegewebsblätter am lateralen (zur Seite hin) Rand des Musculus erector spinae entsteht eine Loge für die paravertebrale, das heißt neben den Wirbeln gelegene, Muskulatur. Die Aponeurose ist zudem Ansatzpunkt für verschiedene Muskeln; vom tiefen Blatt entspringen der Musculus transversus abdominis und der Musculus obliquus internus abdominis, während am oberflächlichen Blatt unter anderem der Musculus latissimus dorsi, Musculus serratus posterior inferior und der Musculus gluteus maximus eine Ursprungsfläche haben.
Kranial (kopfwärts) wird das oberflächliche Blatt der Fascia thoracolumbalis durch die Fascia nuchae fortgesetzt. Bauchseitig geht die Fascia thoracolumbalis in die Fascia abdominis superficialis über.